# Chonocephalus americanus
Chonocephalus americanus är en tvåvingeart som beskrevs av Borgmeier 1963. Chonocephalus americanus ingår i släktet Chonocephalus och familjen puckelflugor.
Artens utbredningsområde är Virginia. Inga underarter finns listade i Catalogue of Life.